# 1720 год в науке
В 1720 году в науке и технике произошло несколько значимых событий.

## Астрономия
- Эдмунд Галлей назначен королевским астрономом.

## Медицина
- Май — первый пациент поступил в Вестминстерский общественный лазарет, предшественник больницы Святого Георгия в Лондоне.
- В Килмейнеме (Дублин) открылась Больница доктора Стивенса, одно из самых известных медицинских учреждений Ирландии XVIII века[1].
- Началась Марсельская чума, последняя крупная вспышка бубонной чумы в Европе.

## Технологии
- В Англии Джонатан Сиссон сделал первый теодолит.
- Английский часовщик Кристофер Пинчбек изобрёл сплав меди и цинка, названный в его честь, получив создавая сильный, износостойкий металл, имеющий внешний вид и вес 20-каратного золота.
- Изобретён первый хронограф, который имел только механические детали.
- Генри де Сумарес (Нормандские острова) сделал инструмент для измерения скорости корабля[2].[страница не указана 3251 день]
- приблизительно — Джозеф Уильямсон первым использует дифференциальную передачу в часах.

## Родились
- 13 марта — Шарль Бонне, швейцарский естествоиспытатель и философ (умер в 1793)
- 18 июля — Гилберт Уайт, английский естествоиспытатель и орнитолог (умер в 1793)
- Декабрь? — Джеймс Харгривз, английский ткач и столяр, изобретший прялку «Дженни» (умер в 1778)
- дата неизвестна — Дмитрий Иванович Виноградов, русский химик (умер в 1758)

## Скончались
- дата неизвестна — Дэвид Грегори[англ.], шотландский врач и изобретатель (род. в 1625)